# Hadruroides elenae
Espèce
Hadruroides elenae est une espèce de scorpions de la famille des Caraboctonidae.

## Distribution
Cette espèce est endémique de la province de Santa Elena en Équateur.

## Publication originale
- Rossi, 2014 : A revision of the genus Hadruroides Pocock, 1893 in Ecuador mainland with the description of three new species, the definition of a new subgenus and  a new record. Annali del Museo Civico di Storia Naturale Giacomo Doria, vol. 106, p. 193–210.